# Секс на пляже
«Се́кс на пля́же» (англ. Sex on the Beach) — алкогольный коктейль, содержащий водку, персиковый шнапс, апельсиновый и клюквенный соки.
Классифицируется как лонг дринк. Входит в число официальных коктейлей Международной ассоциации барменов (IBA), категория «Современная классика» (англ. Contemporary classics).

## История
Рецепт появился в 1980-е — 1990-е годы под названиями «Песок в твоих шортах» (англ. Sand in your shorts) и «Веселье на пляже» (англ. Fun on the beach). Считается, что своей популярностью коктейль обязан сериалу «Санта-Барбара», персонажи которого часто употребляли именно этот коктейль.

## Приготовление
Состав коктейля по IBA:
- водка — 40 мл (2 части)
- персиковый шнапс — 20 мл (1 часть)
- свежевыжатый апельсиновый сок — 40 мл (2 части)
- клюквенный сок — 40 мл (2 части).

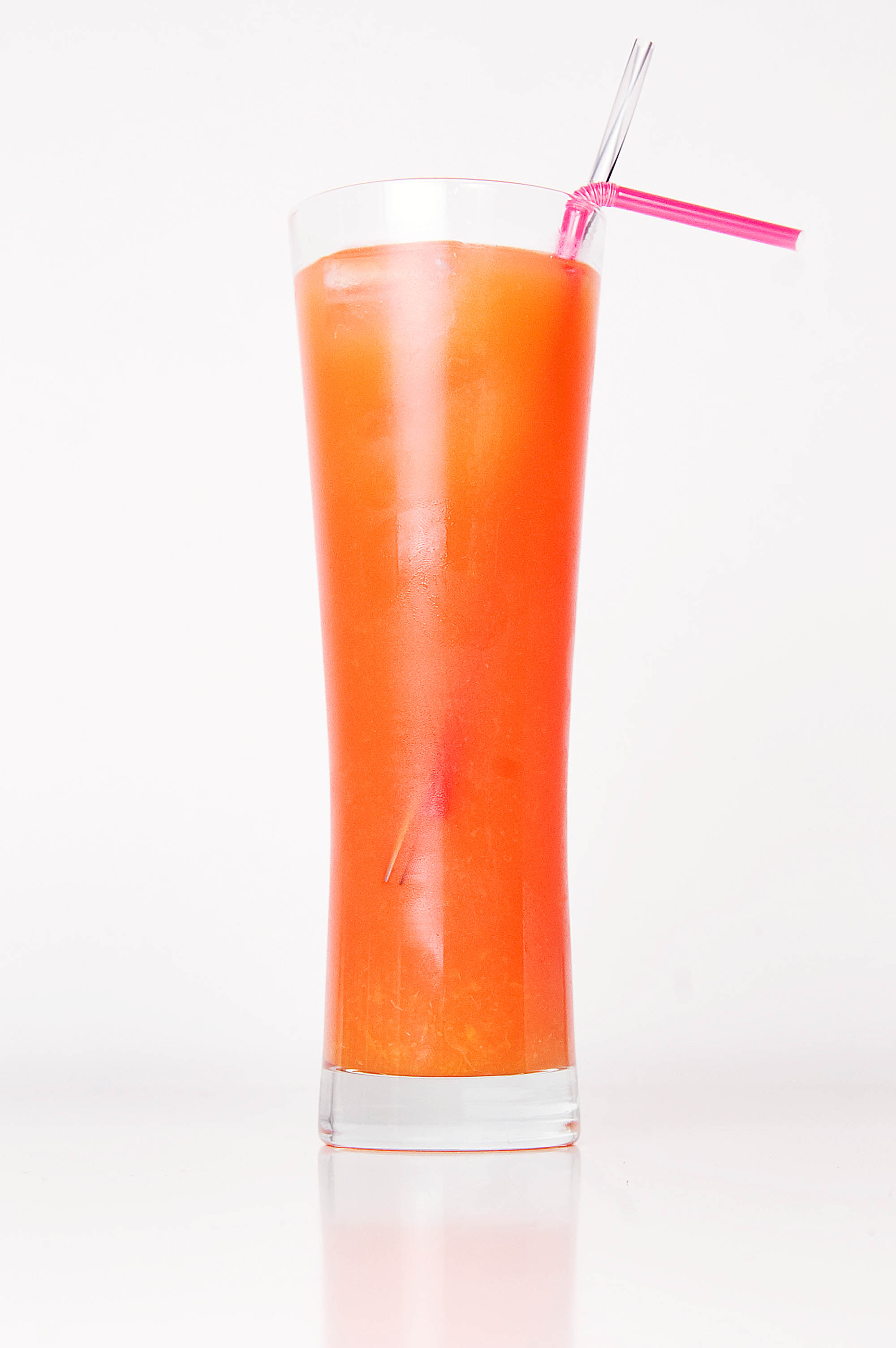
Коктейль «Секс на пляже»

Ингредиенты вливаются (но не смешиваются) в высокий бокал «хайбол» со льдом. Коктейль подают с полукружочком апельсина.

## Вариации
Возможные замены ингредиентов:
- Заменить персиковый шнапс персиковым ликёром;
- Заменить апельсиновый сок ананасовым в той же пропорции;
- Заменить срез апельсина на гренадин;
- Заменить персиковый ликёр дынным ликёром и ликёром Шамбор[3]

- «Секс на дороге» — это «секс на пляже», где апельсиновый сок и клюквенный сок, заменены голубым кюрасао и спрайтом[4].
- «Ву-у» — это «секс на пляже» без апельсинового сока[5].
- Моктейльный (без алкоголя) вариант иногда называют «безопасным сексом на пляже», «объятиями на пляже» или «девственницами на пляже»[6].